# Xestoblatta bananae
Xestoblatta bananae es una especie de cucaracha del género Xestoblatta, familia Ectobiidae.

## Distribución
Esta especie se encuentra en los Estados Unidos.